# Франк Раушнінг
Франк Раушнінг (нім. Frank Rauschning; 20 березня 1962) — німецький боксер, призер чемпіонату Європи серед аматорів.

## Аматорська кар'єра
На чемпіонаті Європи 1983 завоював бронзову медаль.
- В 1/8 фіналу переміг Фаруха Каратопа (Туреччина) — 5-0
- В 1/4 фіналу переміг Мирослава Шандора (Чехословаччина) — 5-0
- В 1/2 фіналу програв Пламену Камбурову (Болгарія) — 1-4

На Кубку світу 1983 програв у півфіналі Сєрику Нурказову (СРСР).
Через бойкот Олімпійських ігор 1984 представниками з соціалістичних країн пропустив Олімпіаду 1984. На альтернативних змаганнях Дружба-84 програв у чвертьфіналі Адольфо Орта (Куба).
На Іграх доброї волі 1986 програв у півфіналі Мехаку Казаряну (СРСР).